# Haget, Hedesunda
Haget är en liten by i Hedesunda socken, Gävle kommun. Det är sannolikt en avknoppning från grannbyn Oppåker. Byn Haget är känd sedan år 1655.